# Jana Palacha (Turnov)
Jana Palacha je ulice v Turnově. Vede jižně od centra města v jihovýchodním směru. Je pojmenována po Janu Palachovi, českém studentovi, který se upálil v roce 1969 na protest proti obsazení Československa vojsky Varšavské smlouvy.  
Ulice začíná na kruhovém objezdu, na který vyúsťují Sobotecká a sjezd z průtahu městem I/35. Od začátku stoupá směrem k sídlišti Výšinka a pokračuje na Vrchůru směrem k sousoší Kalvárie. Postupně z ní vychází ulice Výšinka, Granátová, Diamantová, Křišťálová, Rubínová, Jaspisová, kde přechází do ulice U Tří svatých.

## Historie
Ulice se původně jmenovala Československé mládeže, protože vedla kolem reálného gymnázia. Za války byla přejmenována na Habermanova, za totality pak na Stalingradská a Mládeže. V roce 1990 pak dostala svůj současný název Jana Palacha, právě kvůli blízkému turnovskému gymnáziu.

## Doprava
Dopravně významná ulice spojuje sídliště Výšinka s průtahem města a Soboteckou ulicí a odvádí tak místní dopravu mimo městské centrum.